# Мануйлов, Аполлон Александрович
Аполлон Александрович Мануйлов (иногда ошибочно: Мануилов; 1894—1973) — русский советский скульптор и художник-график.

## Биография

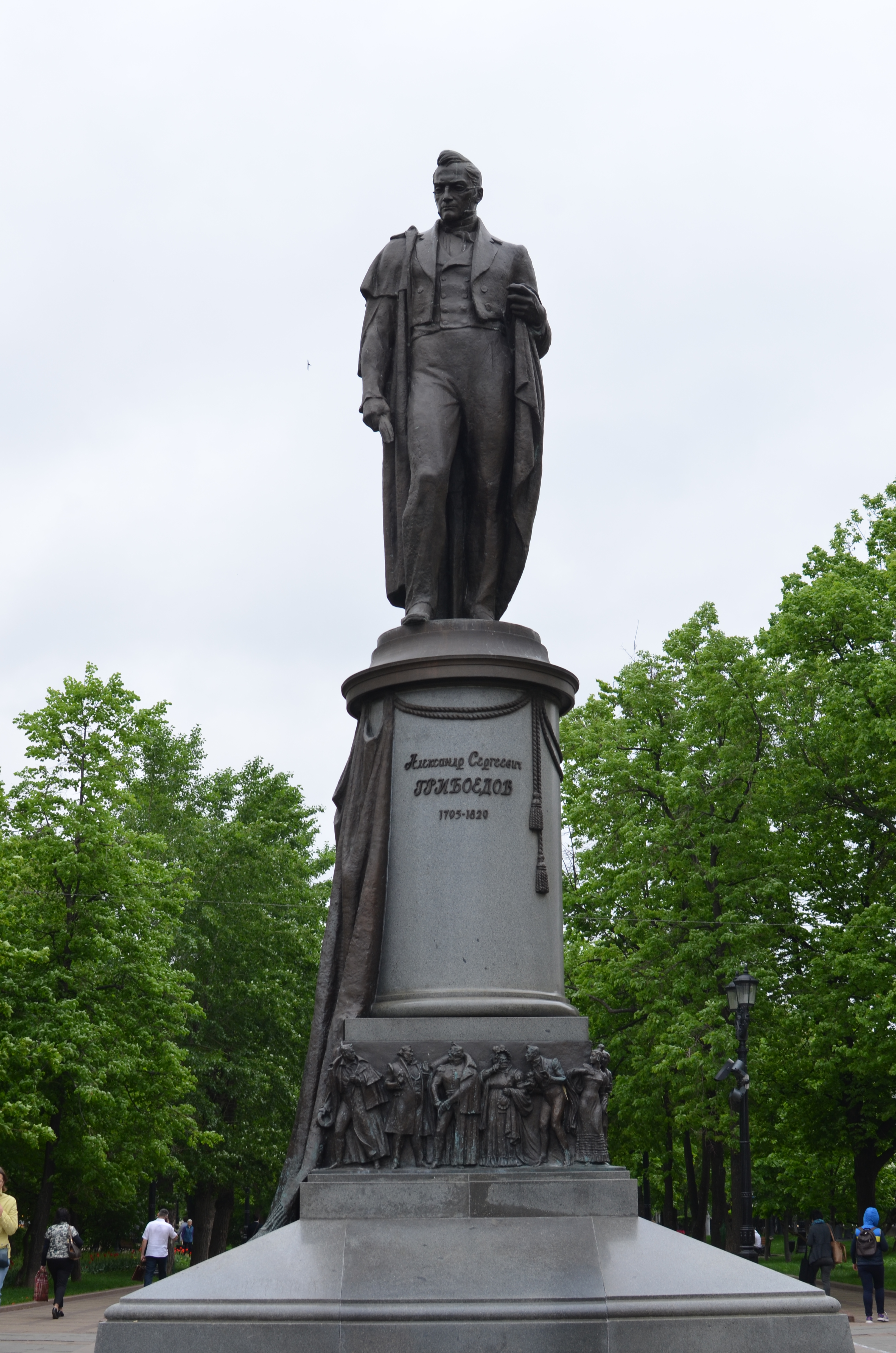
Памятник Грибоедову (Москва)

Родился в 1894 году. Сын Александра Аполлоновича Мануйлова (1861—1929), ректора МГУ (1905—1911), министра народного просвещения Временного правительства (1917), и его супруги  Нина Александровны, урождённой Кондратович (1869—1953).
Окончил Московское училище живописи, ваяния и зодчества (1916), где его основным наставником являлся Сергей Волнухин. 
Супруг (с 1917 года) скульптора Ольги Мануйловой, урождённой Тихомировой (1893—1984). 

## Творчество
Создал несколько памятников для различных городов СССР, среди которых:
- Памятник Грибоедову (Москва) (1959)
- Памятник генералу Панфилову (Бишкек) (1942; совместная работа с супругой — Ольгой Мануйловой[2]). Памятник был выполнен на скорую руку и из сравнительно недолговечного материала (бетон с медной крошкой; затонированный под бронзу), однако, простоял до 2021 года, когда был заменён точной бронзовой копией[3].
- Памятник Александру Сергеевичу Пушкину в Санкт-Петербурге на Пулковском шоссе около поворота на город Пушкин (Царское Село). Открытый в 1956 году памятник, в дальнейшем неоднократно воспроизводился в других городах России. В 1999 году был отреставрирован[4].
- Памятник-бюст на могиле конструктора Ф. А. Цандера (1959, Кисловодск; был установлен по инициативе С. П. Королёва вместо прежнего, ветхого надгробия, на могиле Цандера, скончавшегося в 1933 году).

И другие.
Согласно Госкаталогу музейного фонда, в музеях России хранятся, в частности, следующие скульптуры работы Мануйлова: в Национальном художественном музее Якутии — скульптурный триптих «Непокорённые» (первая половина 1940-х годов; три отдельных скульптуры, выполненных из дерева), в Пермской государственной художественной галерее — бюст Л. Н. Толстого из тонированного гипса и модель памятника ему же (в плохом состоянии), в Государственном литературном музее в Москве — бюст писателя Викентия Вересаева (1927), в московском Научно-мемориальном музее профессора Н. Е. Жуковского — бюст конструктора Ф. А. Цандера (1959, авторский повтор бюста с надгробного памятника), и др.
Также много работал как художник-график, мастер плаката. Экземпляры плакатов, созданных по эскизам Мануйлова, хранятся в собраниях многих российских музеев.